# ミハイ・ラザール
ミハイ・ラザール（Mihai Lazăr、1986年11月3日 - ）は、リーガ・ナツィオナーラ・デ・ラグビー、CSディナモ・ブクレシュティに所属するラグビーユニオン選手。

## プロフィール
- ルーマニア・ヤシ出身[1]。
- ポジションはプロップ(PR)。
- 身長 189cm、体重 120kg
- ルーマニア代表キャップは63(2022年11月現在)でラグビーワールドカップ2011・ラグビーワールドカップ2015のルーマニア代表に選ばれた[2]。

## 略歴
ブカレスト・ウルブズ、CAサンテティエンヌ・ロワール・シュド・ラグビー、パイズドエクスラグビークラブ、カストル・オランピック、FCグルノーブル、オヨナを経て、2020年、SCMラグビー・ティミショアラに加入。